# 尚坚乌黑之战
尚坚乌黑之战1657年清朝攻打沙俄哥萨克军队的战争。

## 背景
1654年罗禅征伐，斯捷潘诺夫率领的沙俄哥萨克人逃往呼玛尔城堡，清军追打，在1655年呼玛尔城堡之战中由于清军粮饷不支以及对俄军弹尽粮绝的情况估计不足，当年四月中旬撤退。斯捷潘诺夫在黑龙江流域活动。俄国沙皇政府任命巴什科夫为“黑龙江督军”。实际上督军区并未成立，巴什科夫于1658年再次佔領尼布楚。
1656年3月14日（顺治十三年二月十九日）俄使巴伊可夫到达北京。顺治帝認為巴达可夫态度傲慢，抵赖侵略罪行，因而不予接见。

## 战斗
顺治十四年(1657)初，沙俄斯捷潘诺夫军驾船溯松花江而上，宁古塔昂邦章京沙尔虎达继续讨伐斯捷潘诺夫部哥萨克人，当地天寒地冻，大雪纷飞，哥萨克龟缩在黑龙江下游的尚坚乌黑地方（今佳木斯市附近山音村）。沙尔虎达获取这一情报后，领兵长途奔袭，出其不意，大败哥萨克，给其以沉重打击。顺治帝对此战果非常满意，特意颁赏衣帽等物给他。